# Ва (буква старомонгольского алфавита)
Хэргэни ва — буква маньчжурской и старомонгольской письменности, обозначает лабиодентальный фрикативный сонант /v/. Графический элемент, образующий букву, называется на монгольском гохоту шилбэ («крючковатый хвост»). В первом разделе силлобария Чжуван чжувэ представлены только два слога «Ва» и «Вэ», сочетание буквы «В» с другими гласными читается как буква «Ф». В конце слова буква «В» не встречается.
- Ва
- Вэ